# 佩雷普羅斯特尼亞
49°11′48″N 23°20′20″E / 49.19667°N 23.33889°E
佩列普羅斯季尼亞（烏克蘭語：Перепростиня），是烏克蘭的村落，位於該國西部利沃夫州，由德羅霍貝奇區負責管轄，始建於1451年，面積8平方公里，2001年人口203，人口密度每平方公里25.38人。